# Thyreodon niger
Thyreodon niger là một loài tò vò trong họ Ichneumonidae.